# Prosopeia splendens
Prosopeia splendens е вид птица от семейство Psittaculidae. Видът е световно застрашен, със статут Уязвим.

## Разпространение
Видът е разпространен във Фиджи.